# Alfonzo Dennard
Alfonzo Dennard (Rochelle, 9 settembre 1989) è un giocatore di football americano statunitense che gioca nel ruolo di cornerback per i New England Patriots della National Football League. Fu scelto nel corso del settimo giro (224º assoluto) nel Draft NFL 2012 dai Patriots. Al college ha giocato a football all'Università del Nebraska-Lincoln.

## Carriera professionistica

### New England Patriots

#### 2012
Dennard era considerato una potenziale seconda scelta del Draft 2012. Valutato uno dei migliori cornerback disponibili, egli incontrò una serie di imprevisti che fecero crollare le sue quotazioni. Nella sua gara finale coi Cornhuskers, Dennard fu espulso per una rissa col ricevitore di South Carolina Alshon Jeffery. Successivamente nel corso dello stesso mese egli giocò una prestazione negativa al Senior Bowl. Il 21 aprile, Dennard fu accusato di aver colpito un ufficiale di polizia fuori da un bar a Lincoln (Nebraska) venendo fermato per aggressione. Alla fine, Dennard scese fino al settimo giro del draft, dove fu scelto come 224º dai New England Patriots. Il 18 maggio firmò il suo contratto quadriennale con la franchigia.
Nella settimana 11 contro gli Indianapolis Colts, Dennard mise a segno il suo terzo intercetto stagionale ai danni di Andrew Luck. La sua stagione da rookie si concluse con 10 presenze, 7 delle quali come titolare, con 35 tackle, 3 intercetti e 7 passaggio deviati.

#### 2013
Nella settimana 2, Dennard mise a segno il suo primo intercetto stagionale su Geno Smith dei New York Jets. La sua stagione regolare si concluse con 40 tackle in 13 presenze, di cui 9 come titolare.
Nel secondo turno di playoff, Dennard intercettò due volte Andrew Luck contribuendo alla netta vittoria della sua squadra sui Colts.

#### 2014
Dennard fece registrare un intercetto nella prima settimana della stagione 2014 su Ryan Tannehill ma i Patriots furono sconfitti a sorpresa dai Miami Dolphins.

## Palmarès

### Franchigia
- Super Bowl : 1

New England Patriots: XLIX
- American Football Conference Championship: 1

New England Patriots: 2014

## Statistiche
| Partite totali      | 23 |
| Partite da titolare | 16 |
| Tackle totali       | 75 |
| Sack                | 0  |
| Intercetti          | 4  |
| Touchdown           | 1  |
| Fumble forzati      | 1  |

Statistiche aggiornate alla stagione 2013